# Масимо Станционе
Масимо Станционе (на италиански: Massimo Stanzione;  1586,  Фратамаджоре или в Орта ди Атела – 1656, Неапол) е италиански художник, творил предимно в Неапол в годините на стила „Барок“.
Наричан „Неаполитанския Гуидо Рени“, той е един от най-добрите художници на Неаполитанската школа по изобразително изкуство от XVII век. Неговите творби съчетават влиянието на Гуидо Рени и Доменикино с това на Караваджо.

## Биография
Историята на художественото обучение на Масимо Станционе е доста несигурна. Вероятно в Неапол е бил ученик на Фабрицио Сантафеде и Батистело Карачоло. При престоя си в Рим от 1617 до 1630 г., художникът усъвършенства и обогатява стила си. Там той изучава стиловете на художниците Микеланджело да Караваджо, Гуидо Рени, Артемизия Джентилески, Анибале Карачи и Симон Вюе.
Между Масимо Станционе и Артемизия Джентилески се създава трайно партньорство, основано на взаимно признание. Тази художествена връзка очевидно е била също така значителна в художествения растеж на Станционе. Някои документи показват, че двамата художници се преместват в Неапол в една и съща година, 1630. Неаполитанският художник често придружава колежката си, за да я наблюдава, докато рисува. Няколко пъти художниците си сътрудничат в изработката на някои произведения, като картината „Рождението на свети Йоан Кръстител“, рисувана за крал Филип IV.
Началото на художествената кариера на Масимо Станционе се предполага, че е положено с портретите на „Жена в неаполитански костюм“ и „Портрет на Джером Банкес“. Дейността на неаполитанския художник обаче не е фокусирана само върху една особеност, стил, или тема. Най-важните произведения на художника, всъщност се намират в огромните олтари, както и в циклите стенописи за неаполитанските църкви, като фреските и платната за параклиса „Сан Мауро“ (1631 – 1637) и за Параклиса на Кръстителя (1644 – 1651) в Чертоза ди Сан Мартино в Неапол, една картина, изобразяваща „Свети Петър, проповядва на вярващите в Поцуоли“, рисувана около 1650 г. за катедралата в Поцуоли, както и цикълът стенописи за базиликата „Сан Паоло Маджоре“, също в Неапол. Друга забележителна негова творба е великата „Жертвоприношение на Бакх“, която днес се намира в музея „Прадо“ в Мадрид заедно с други негови картини върху живота на Свети Йоан Кръстител.
Винаги внимателен към местната неаполитанска живопис, художникът скоро става един от основните неаполитански художници в началото на седемнадесети век със стил в художественото изкуство, който ще бъде наложен в неаполитанската живопис, завещавайки знанията си на учениците и имитаторите си. Станционе е артистичният съперник на Хосе де Рибера, доминиращ на художествената сцена в Неапол.
Силата на използваните цветове и натурализма на Станционе имат голямо влияние върху други неаполитански художници и преди всичко върху Франческо Солимена. През 1621 г. папа Григорий XV му дава титлата „Рицар на Ордена на Златната шпора“. През 1627 г. папа Урбан VIII му присъжда званието „Рицар на Исус“ за художествени заслуги.
Предполага се, че причина за смъртта му е епидемията от чума, обхванала Неапол през 1656 г.

## Картини
- „Юдит с главата на Олоферн“,
Музей на изкуството „Метрополитън“
- „Света Агата в затвора“
Музей Каподимонте, Неапол
- „Мъченичеството на Света Агата“
Музей Каподимонте, Неапол
- „Жертвата на Мойсей“
Музей Каподимонте, Неапол
- „Лукреция“
Музей Каподимонте, Неапол
- „Сузана и старейшините“
Музей на изкуството, Небраска
- „Жертвоприношение на Бакх“
 Прадо, Мадрид
- „Свети Йоан Кръстител се сбогува с родителите си“
 Прадо, Мадрид
- „Девата с Младенеца“
Лувър, Париж
- „Света Агнес“
Музей на изкуството на Каталония
- Стенопис,
 Таван в Чертога „Сан Мартино“, Неапол
- Стенопис,
 Таван в Чертога „Сан Мартино“, Неапол